# Vladimir Dujmovič
Vladimir Dujmovič (ilegalno ine Balkan), slovenski narodni delavec, * 28. julij 1912, Rodik † 10. marec 1997, Izola.
Ljudsko šolo je obiskoval v rojstnem kraju. Kot trgovski pomočnik se je zaposlil v kraju Križ pri Trstu. Leta 1931 je pred fašističnim nasiljem ilegalno zbežal v Kraljevino Jugoslavijo in v Mariboru dobil službo v kmetijski zadrugi. V Mariboru se je vključil v »Društvo slovenskih emigrantov iz Italije Nanos« ter se spoznal s Pinkom Tomažičem, ki je mlade fante organiziral v mladinsko komunistično skupino. Dujmovič je sodeloval pri zbiranju pomoči za republikansko Španijo v španski državljanski vojni, leta 1936 pa je iz Jugoslavije pobegnil v avstrijski Gradec. Tu je bil na nekem protestnem shodu aretiran, nekaj časa zaprt, nato pa izgnan v Italijo. Po odsluženju vojaškega roka v italijanski vojski se je konec leta 1938 vrnil v Križ, kjer se je zaposlil v trgovini s kmetijskimi potrebščinami ter se ilegalno povezal s Pinkom Tomažičem in še nekaterimi drugimi člani organizacije TIGR. Zaradi ilegalne dejavnosti je bil 10. junija 1940 aretiran in pred posebnim sodiščem na drugem tržaškem procesu, ki je trajal med 2. in 14. decembrom 1941, obsojen na 30 let ječe. Po italijanski kapitulaciji septembra 1943 je bil izpuščen iz ječe in se januarja 1944 vrnil v Brkine. Tu je bil, dokler ga Nemci niso zaprli, partizanski učitelj. Po aretaciji je moral na prisilno delo v Lovran, od koder pa je pobegnil in se do osvoboditve bojeval v istrskem odredu. Po osvoboditvi je bil načelnik oddelka za promet v Trstu in Ajdovščini, od 1946 pa tajnik okrožnega odbora Hrpelje-Kozina, matičar v Hrpeljah in do 1961, ko se je upokojil Izoli.